# 7 april
7 april is de 97ste dag van het jaar (98ste in een schrikkeljaar) in de gregoriaanse kalender. Hierna volgen nog 268 dagen tot het einde van het jaar.

## Gebeurtenissen
- Algemeen
  - 1906 - Uitbarsting van de Vesuvius in Italië.
  - 1934 - Een door een aardverschuiving veroorzaakte tsunami in het Tafjord, Noorwegen, kost aan 40 mensen het leven.
  - 1984 - Het Landelijk Aktie Komitee Scholieren wordt opgericht.
  - 2005 - Andreas Grassl alias Pianoman wordt door de politie in Sheerness (Kent; Engeland) opgepakt, terwijl hij er verward en gekleed in een nat pak door de straten dwaalt.

- Criminaliteit en veiligheid
  - 2011 - Op een school in Rio de Janeiro vindt voor het eerst in de geschiedenis van Brazilië een schietpartij op een school plaats, er vallen twaalf doden bij.

- Economie
  - 2012 - President Hugo Chávez van Venezuela gaat het minimumloon in zijn land gefaseerd verhogen, zo maakt hij bekend tijdens een kabinetsvergadering.

- Gezondheid
  - 1988 - De eerste wereldwijde No Smoking Day.

- Infrastructuur
  - 1990 - De veerboot Scandinavian Star brandt uit onderweg tussen Noorwegen en Denemarken. 158 mensen komen daarbij om.

- Media
  - 1970 - Filmlegende John Wayne, goed voor meer dan 200 films, wint zijn eerste en enige Oscar voor zijn rol in True Grit.[1]
  - 2000 - André Hazes weigert een Edison in ontvangst te nemen.[1]

- Oorlog
  - 1862 - De Slag bij Shiloh wordt de bloedigste veldslag uit de geschiedenis van de Verenigde Staten.
  - 1920 - Franse troepen bezetten het Duitse Ruhrgebied.
  - 1939 - Italië valt Albanië binnen.
  - 1941 - De Nederlandse hulpmijnenveger Maria R. Ommering raakt beschadigd door een exploderende mijn tijdens een veegactie in Milford Haven.
  - 1945 - Het Japanse marineschip de Yamato zinkt in een strijd tegen de US Navy.
  - 1992 - De federale Joegoslavische luchtmacht komt voor het eerst in actie tijdens de zich snel uitbreidende burgeroorlog in Bosnië-Herzegovina.
  - 1994 - Tien Belgische para's worden in Rwanda vermoord.
  - 2003 - In de Golfoorlog bereiken de Amerikanen het centrum van Bagdad.

- Politiek
  - 529 - De Codex Justinianus (zie Corpus Iuris Civilis) komt gereed.
  - 1953 - Dag Hammarskjöld wordt gekozen tot secretaris-generaal van de VN.
  - 1992 - Het vliegtuig van Yasser Arafat verongelukt in de woestijn van Libië waarbij drie mensen omkomen, maar Arafat zelf slechts lichtgewond raakt.
  - 1992 - De twaalf lidstaten van de Europese Gemeenschap erkennen de voormalige Joegoslavische deelrepubliek Bosnië-Herzegovina als zelfstandige staat.
  - 2000 - D66-leider Thom de Graaf pleit voor modernisering van de monarchie.
  - 2017 - Henrique Capriles, leider van de oppositie in Venezuela, mag de komende vijftien jaar geen politiek ambt bekleden.
  - 2017 - In Zuid-Afrika gaan ruim dertigduizend betogers de straat op uit protest tegen president Jacob Zuma.
  - 2017 - De Amerikaanse Senaat benoemt Neil Gorsuch tot rechter bij het Hooggerechtshof van de Verenigde Staten.[2][3]
  - 2021 - Vera Bergkamp wordt gekozen als voorzitter van de Tweede Kamer.

- Recreatie
  - 1914 - De 'Vereeniging tot stichting en exploitatie van vakantie-oorden in Nederland "Zomers Buiten"' wordt opgericht in Amsterdam.
  - 1971 - Beate Uhse opent haar eerste buitenlandse seksshop in de Amsterdamse Kalverstraat.
  - 1987 - In Washington D.C. gaat het Nationale Museum Voor Vrouwen in de Kunst open.
  - 1997 - In het Disneyland Park te Anaheim wordt de attractie Captain EO gesloten.
  - 2011 - In de Efteling wordt de attractie Raveleijn geopend.

- Religie
  - 1346 - Gerlach van Nassau wordt in Avignon door paus Clemens VI gewijd tot aartsbisschop van Mainz.
  - 1655 - Kardinaal Fabio Chigi wordt gekozen tot Paus Alexander VII.
  - 1788 - Paus Pius VI creëert één nieuwe kardinaal.

- Sport

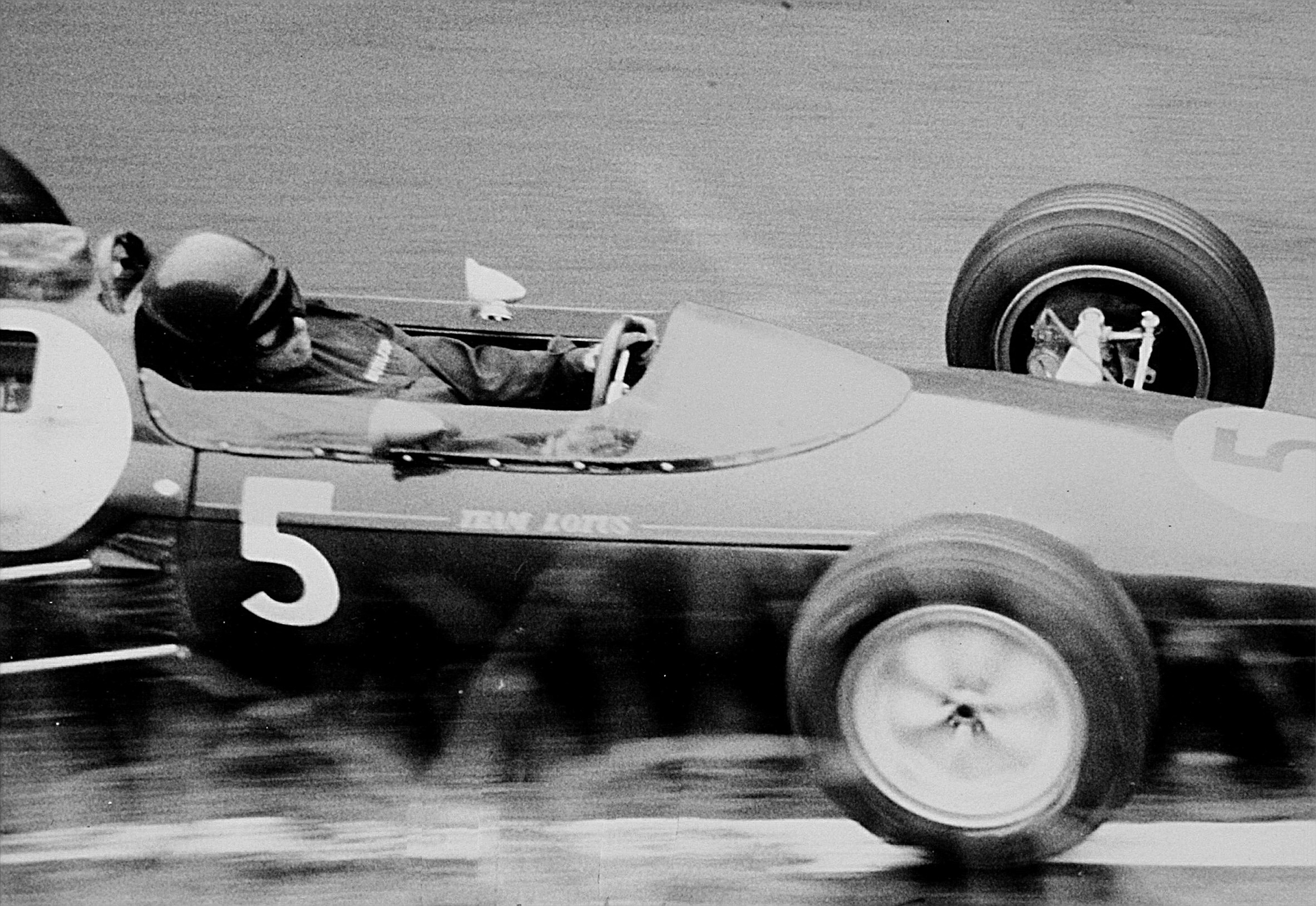
Jim Clark in 1962

  - 1966 - Oprichting van de Chileense voetbalclub Club Deportivo O'Higgins.
  - 1968 - Jim Clark verongelukt op de Hockenheimring Baden-Württemberg.
  - 1973 - Eddy Merckx wint de achtste editie van de Amstel Gold Race.
  - 1980 - Tracy Austin lost Martina Navrátilová na 31 weken af als de nummer één op de wereldranglijst der proftennissters. De Amerikaanse moet die positie na twee weken weer afstaan aan haar Tsjechisch-Amerikaanse collega.
  - 1982 - De Oostenrijkse Formule I-coureur Harald Ertl komt op 33-jarige leeftijd om het leven bij een vliegtuigongeluk.
  - 1998 - Hockeyclub 's-Hertogenbosch wint de landstitel in de Nederlandse hockeyhoofdklasse door titelverdediger Amsterdam in de derde wedstrijd van finale van de play-offs met 2-1 te verslaan.
  - 2001 - Het Nederlands Davis Cup Team wint in 's-Hertogenbosch het beslissende dubbelspel tegen Duitsland en plaatst zich daarmee voor het eerst in de tennisgeschiedenis voor de halve finale in de wereldgroep.
  - 2018 - Bayern Munchen kroont zich voor de zesde keer op rij tot Duits landskampioen.[4]
  - 2024 - De Nederlandse wielrenner Mathieu van der Poel wint na een solo van 60 km voor de tweede keer op rij de wielerwedstrijd Parijs-Roubaix.[5]

- Wetenschap en technologie
  - 1521 - Ferdinand Magellaan bereikt het Filipijnse eiland Cebu.
  - 1906 - Kurt Wegener en Alfred Wegener landen na met een luchtballon 52 uur in de lucht gebleven te zijn; een record.
  - 1948 - De Wereldgezondheidsorganisatie (WHO) wordt opgericht door de Verenigde Naties.
  - 1959 - In Los Alamos wordt voor het eerst een kernreactor toegepast voor de productie van elektriciteit.
  - 1965 - Vanaf Cape Kennedy wordt Intelsat I ("Early Bird") gelanceerd, de eerste commerciële communicatiesatelliet.[6][7]
  - 1983 - NASA astronauten Don Peterson en Story Musgrave maken tijdens missie STS-6 de eerste ruimtewandeling buiten de Space shuttle.[8]
  - 2001 - Lancering 2001 Mars Odyssey, een ruimtesonde van de NASA die zich in een baan rond Mars bevindt.
  - 2006 - Eerste registratie van een .eu-domein.

## Geboren

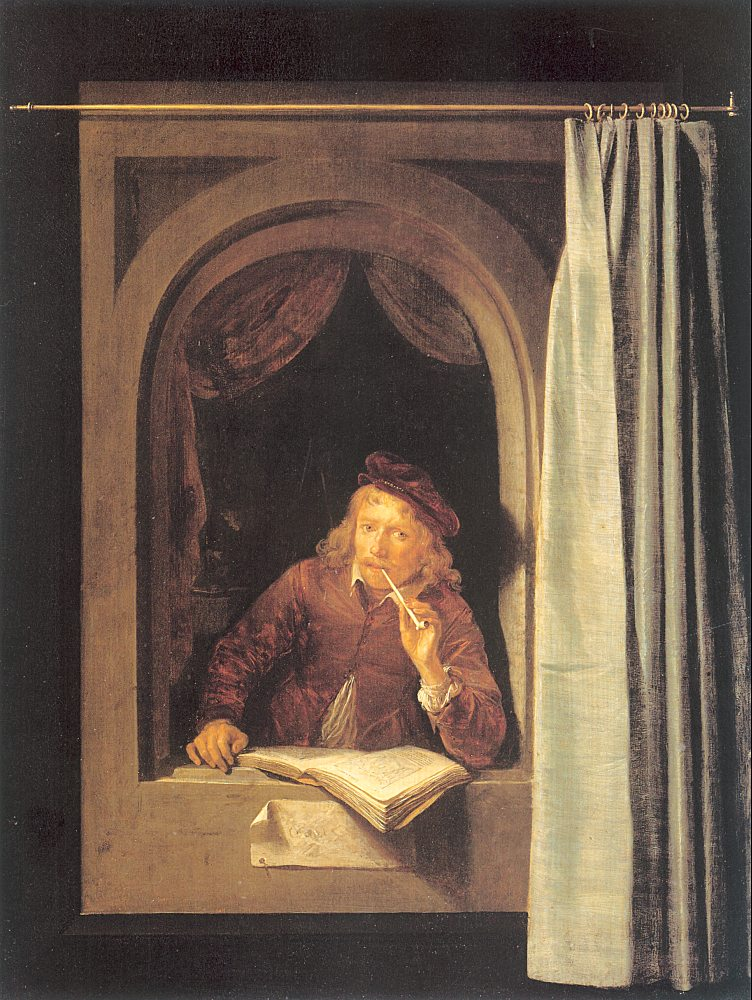
Gerrit Dou
geboren in 1613

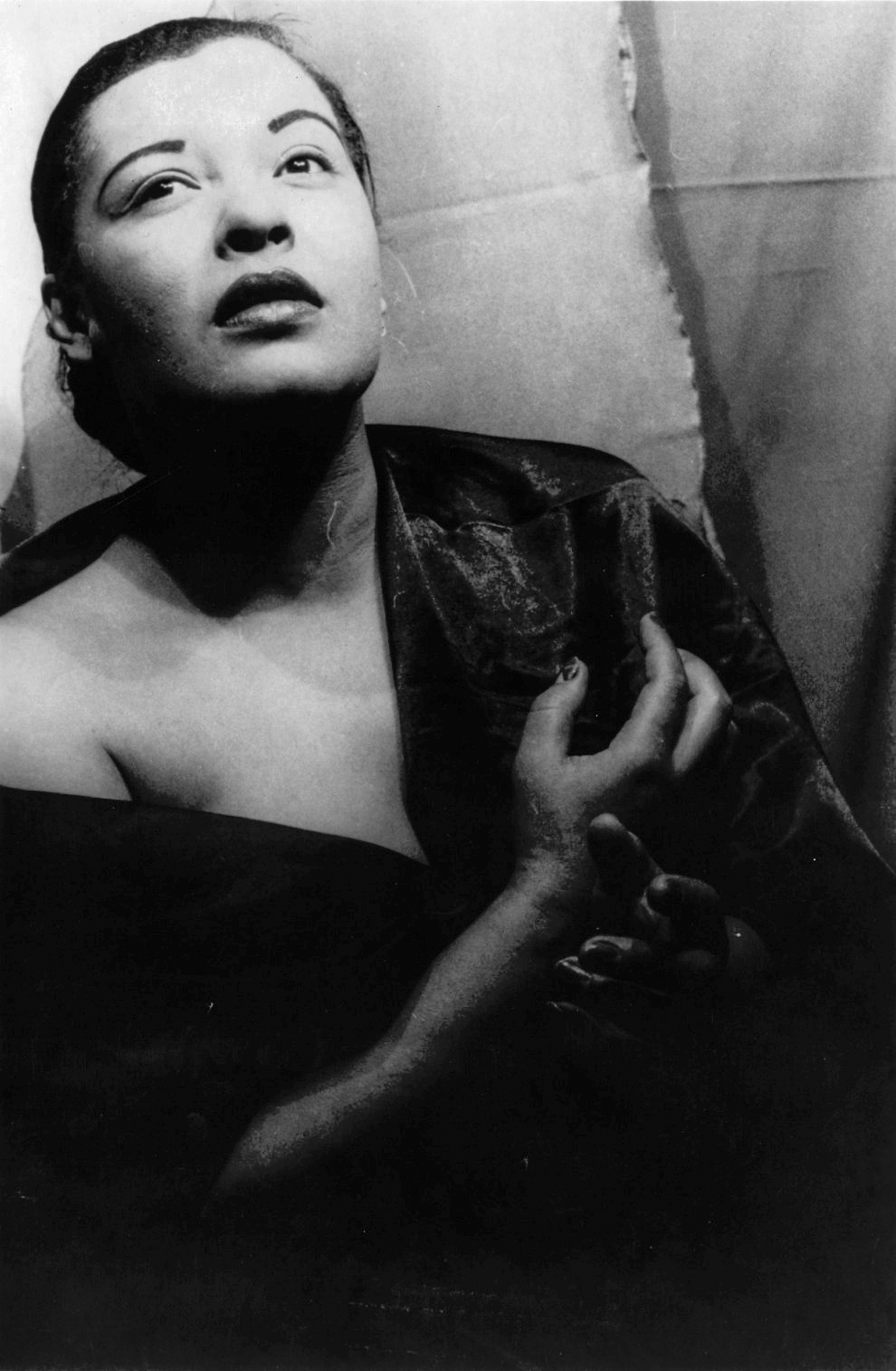
Billie Holiday
geboren in 1915

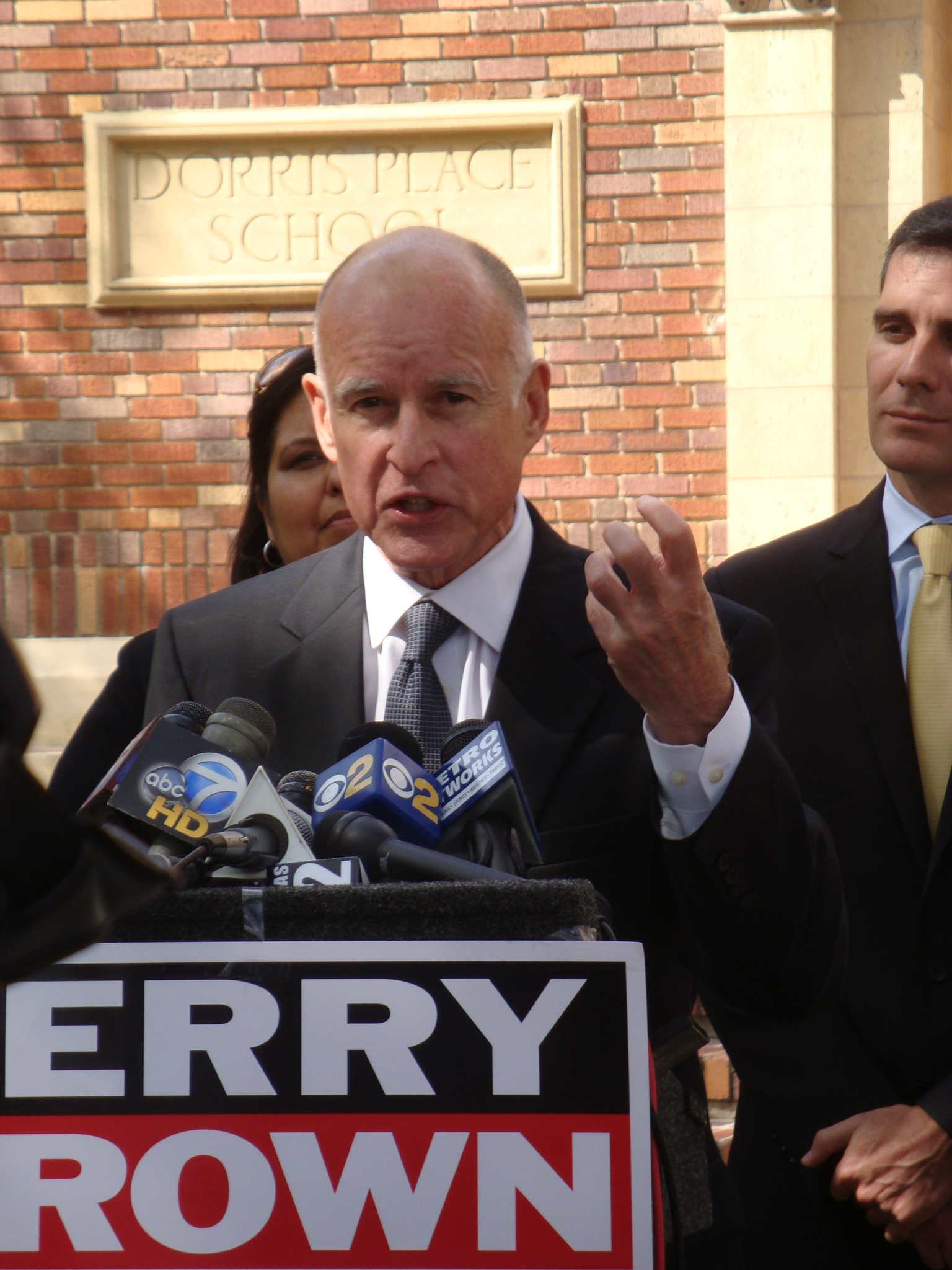
Jerry Brown
geboren in 1938

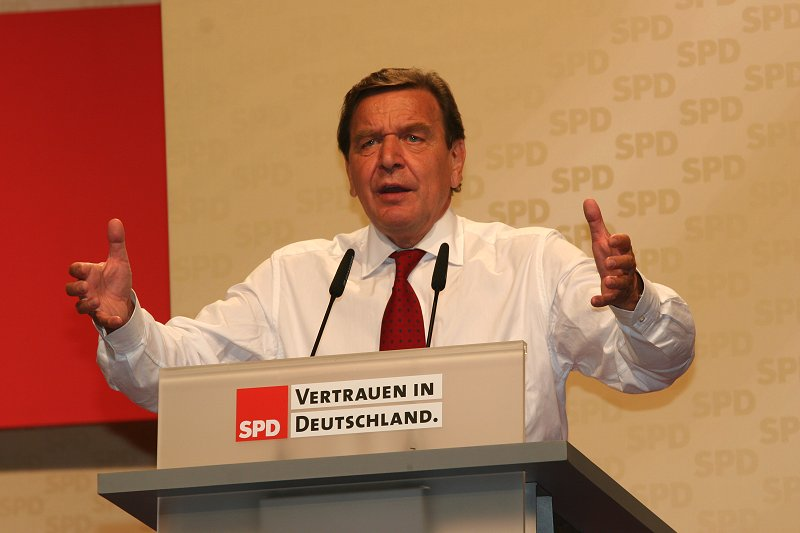
Gerhard Schröder
geboren in 1944

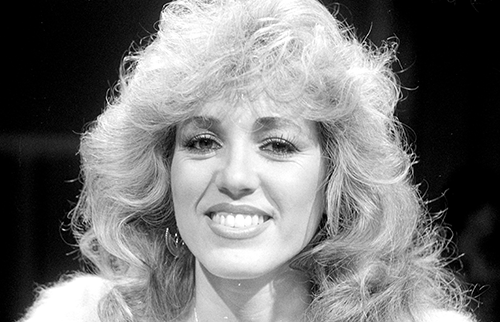
Patricia Paay
geboren in 1949

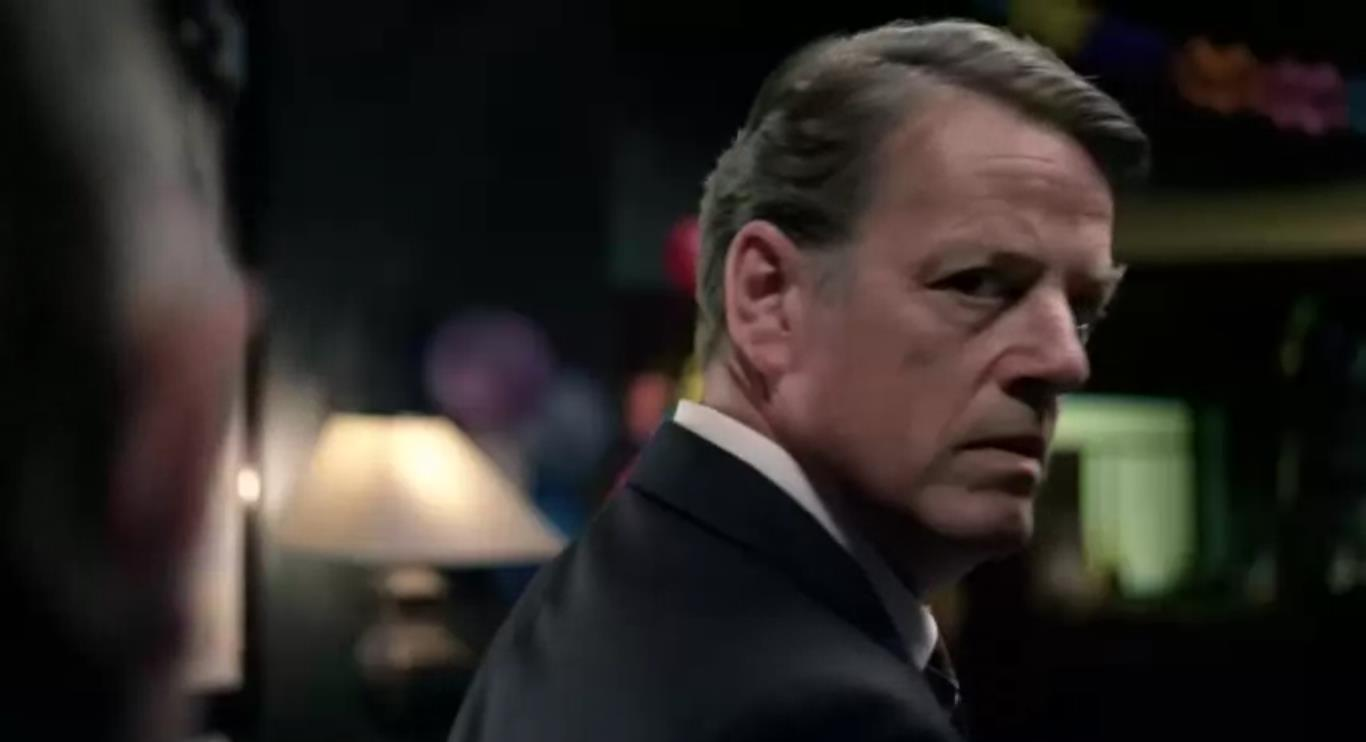
Kees Prins
geboren in 1956

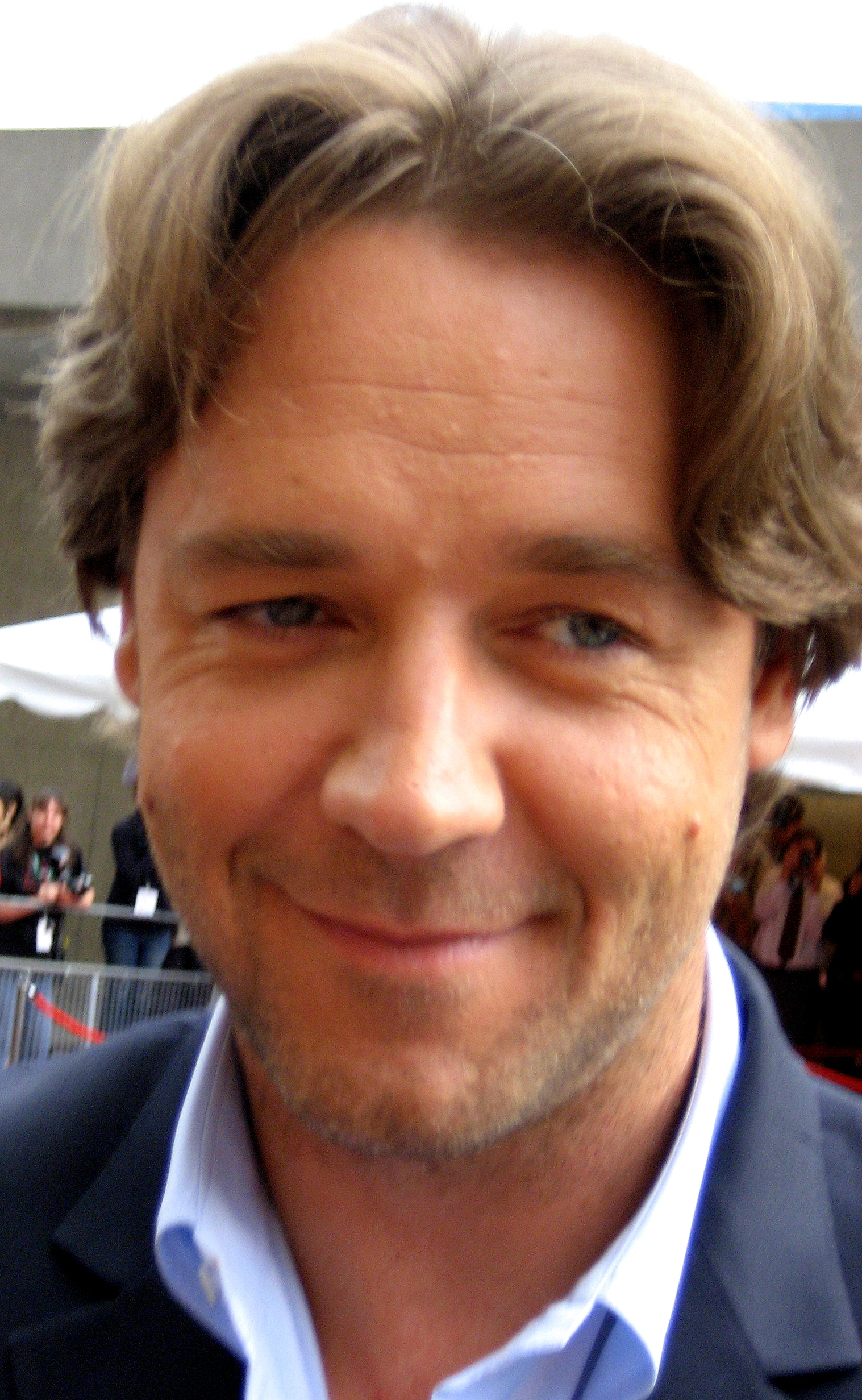
Russell Crowe
geboren in 1964

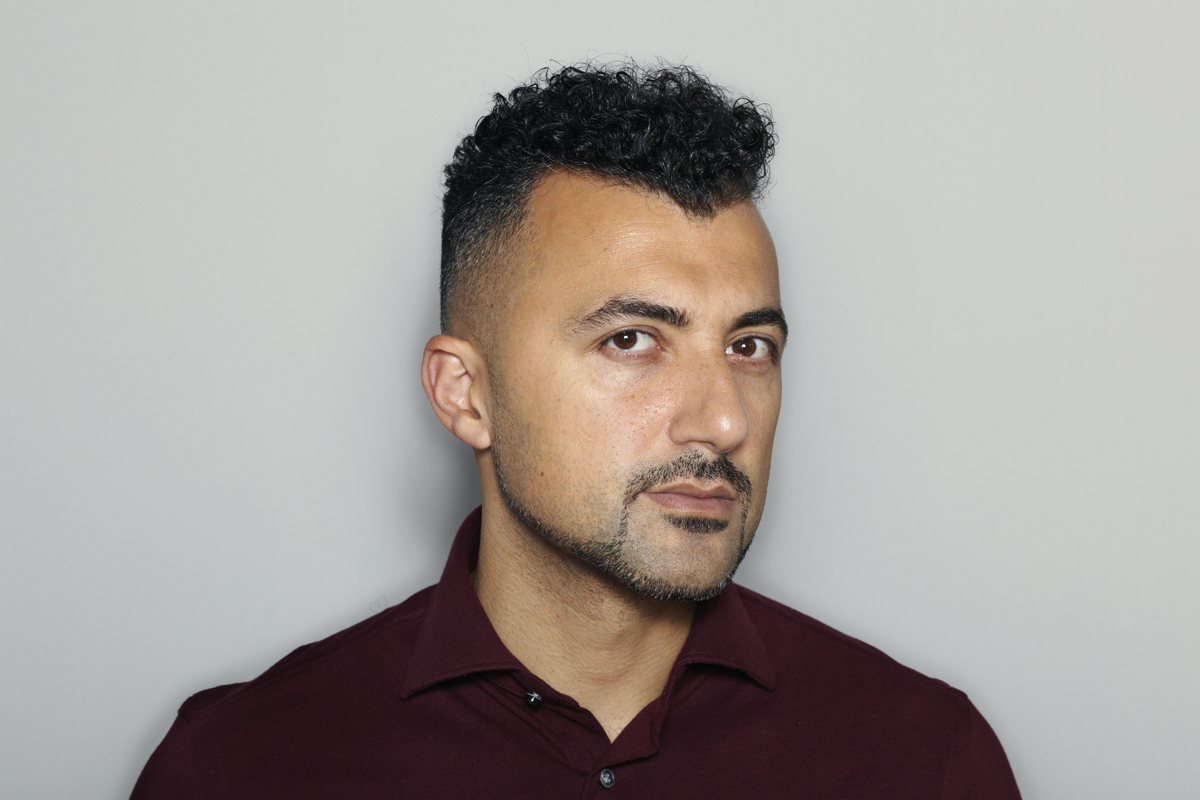
Özcan Akyol
geboren in 1984

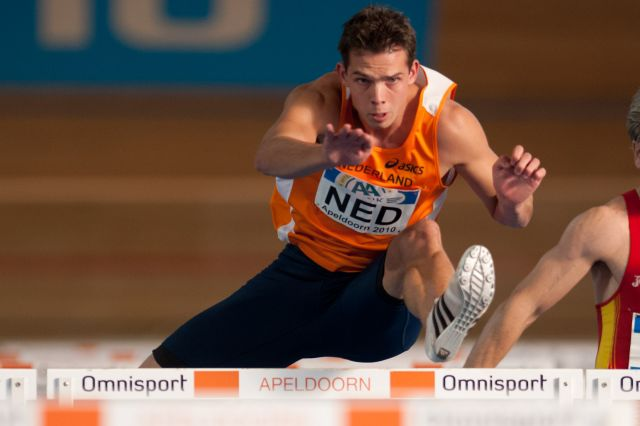
Eelco Sintnicolaas
geboren in 1987

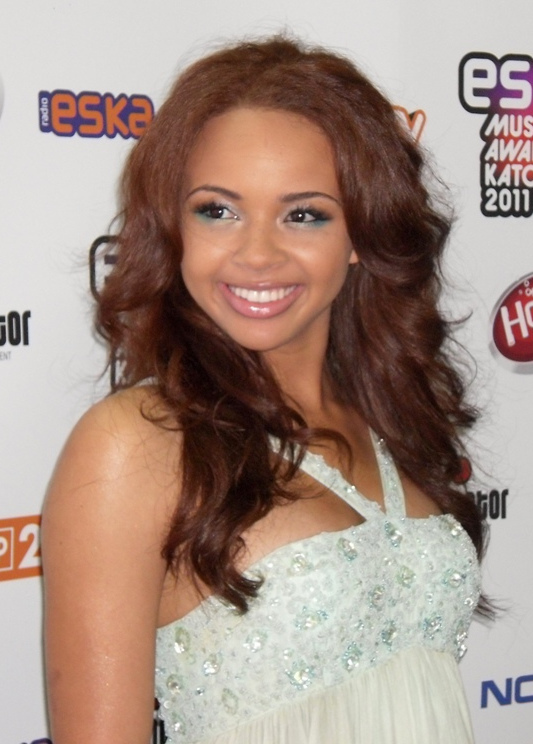
Alexis Jordan
geboren in 1992

- 1506 - Franciscus Xaverius, Spaans jezuïet, missionaris en heilige (overleden 1552)
- 1613 - Gerrit Dou, Nederlands kunstschilder (overleden 1675)
- 1621 - Crato van Nassau-Saarbrücken, graaf van Nassau-Saarbrücken (overleden 1642)
- 1629 - Juan II van Oostenrijk, Spaans veldheer en staatsman (overleden 1679)
- 1652 - Lorenzo Corsini, de latere Paus Clemens XII (overleden 1740)
- 1663 - Lodewijk Crato van Nassau-Saarbrücken, graaf van Nassau-Saarbrücken (overleden 1713)
- 1727 - Michel Adanson, Frans botanicus, natuurvorser en mycoloog (overleden 1806)
- 1743 - Hans Conrad Escher vom Luchs senior, Zwitsers politicus (overleden 1814)
- 1770 - William Wordsworth, Engels dichter (overleden 1850)
- 1871 - Epifanio de los Santos, Filipijns wetenschapper, auteur, jurist en kunstenaar (overleden 1928)
- 1878 - Jozef Bittremieux, Belgisch priester en theoloog (overleden 1950)
- 1890 - Paul Berth, Deens voetballer (overleden 1969)
- 1891 - Ole Kirk Christiansen, Deens ontwerper (overleden 1958)
- 1891 - Martha May Eliot, Amerikaans arts (overleden 1978)
- 1892 - Julius Hirsch, Duits-joods voetballer (overlijdensdatum onbekend, officieel 1945)
- 1896 - Frits Peutz, Nederlands architect (overleden 1974)
- 1898 - Jacob Tullin Thams, Noors schansspringer en zeiler (overleden 1954)
- 1902 - Eduard Ellman-Eelma, Estisch voetballer (overleden 1941)
- 1908 - Percy Faith, Amerikaans componist en orkestleider (overleden 1976)
- 1911 - Hervé Bazin, Frans schrijver (overleden 1996)
- 1914 - Leopold Vermeiren, Belgisch jeugdboekenschrijver (overleden 2005)
- 1915 - Billie Holiday, Amerikaans jazz-zangeres (overleden 1959)
- 1918 - Peter Aryans, Nederlands acteur (overleden 2001)
- 1918 - Bobby Doerr, Amerikaans honkballer (overleden 2017)
- 1918 - Fia van Veenendaal-van Meggelen, Nederlands politica (overleden 2005)
- 1919 - Edoardo Mangiarotti, Italiaans schermer (overleden 2012)
- 1920 - Ravi Shankar, Indiaas sitar-speler (overleden 2012)
- 1921 - Bienvenido Tantoco sr., Filipijns ondernemer en ambassadeur (overleden 2021)
- 1922 - Klaus Havenstein, Duits acteur en cabaretier (overleden 1998)
- 1922 - Hugo Strasser, Duits klarinettist en orkestleider (overleden 2016)
- 1924 - Johannes Mario Simmel, Oostenrijks auteur (overleden 2009)
- 1924 - Harry Touw, Nederlands komiek (overleden 1994)
- 1924 - Jan Willem Wegstapel, Nederlands politicus en bestuurder (overleden 2020)
- 1925 - Jan van Roessel, Nederlands voetballer (overleden 2011)
- 1928 - James Garner, Amerikaans acteur (overleden 2014)
- 1928 - Alan J. Pakula, Amerikaans filmregisseur (overleden 1998)
- 1929 - Bob Denard, Frans militair, politiefunctionaris, geheime dienstmedewerker en huurlingenleider (overleden 2007)
- 1930 - Joop Koopman, Nederlands presentator (overleden 2011)
- 1930 - Yves Rocher, Frans eigenaar van het cometicabedrijf en -merk Yves Rocher (overleden 2009)
- 1930 - Andrew Sachs, Duits-Brits acteur en komiek (overleden 2016)
- 1930 - Margherita van Savoye-Aosta, Italiaans prinses (overleden 2022)
- 1931 - Daniel Ellsberg, Amerikaans politiek analist (overleden 2023)
- 1931 - Ted Kotcheff, Canadees film- en televisieregisseur, schrijver en producent (overleden 2025)
- 1932 - Jacques Vandersichel, Belgisch televisiejournalist (overleden 2012)
- 1933 - Wayne Rogers, Amerikaans acteur (overleden 2015)
- 1934 - Giuseppe D'Altrui, Italiaans waterpolospeler (overleden 2024)
- 1934 - Ian Richardson, Schots acteur (overleden 2007)
- 1935 - Bobby Bare sr., Amerikaans zanger, songwriter en tv-host
- 1935 - Louis Proost, Belgisch wielrenner (overleden 2009)
- 1936 - Luis Beltran, Filipijns journalist (overleden 1994)
- 1938 - Jerry Brown, Amerikaans politicus
- 1938 - Freddie Hubbard, Amerikaans musicus (overleden 2008)
- 1939 - Francis Ford Coppola, Amerikaans filmregisseur, filmproducer, scenarioschrijver en wijnboer
- 1939 - David Frost, Engels televisiejournalist (overleden 2013)
- 1939 - Satur Ocampo, Filipijns activist, politicus en journalist
- 1939 - Vaçe Zela, Albanees zangeres (overleden 2014)
- 1940 - Jan W. Morthenson, Zweeds componist (overleden 2024)
- 1941 - Gorden Kaye, Engels acteur (overleden 2017)
- 1942 - Edda Barends, Nederlands actrice
- 1943 - Joaquim Agostinho, Portugees wielrenner (overleden 1984)
- 1943 - André Landzaat, Nederlands acteur
- 1944 - Gerhard Schröder, Duits bondskanselier
- 1945 - Joël Robuchon, Frans chef-kok (overleden 2018)
- 1945 - Hans van Hemert, Nederlands muziekproducent en liedjesschrijver (overleden 2024)
- 1946 - Zaid Abdul-Aziz, Amerikaans basketballer
- 1946 - Colette Besson, Frans atlete (overleden 2005)
- 1946 - Elly Zuiderveld-Nieman, Nederlands zangeres
- 1946 - Stan Winston, Amerikaans special-effects- en make-up artiest (overleden 2008)
- 1947 - Charles Pitts, Amerikaans blues- en soulgitarist (overleden 2012)
- 1947 - Michèle Torr, Frans zangeres
- 1948 - Pietro Anastasi, Italiaans voetballer (overleden 2020)
- 1948 - Hans Eschbach, Nederlands predikant (overleden 2019)
- 1948 - Arnie Robinson, Amerikaans atleet (overleden 2020)
- 1948 - Néstor Scotta, Argentijns voetballer (overleden 2011)
- 1949 - John Oates, Amerikaans zanger van het duo Hall & Oates
- 1949 - Patricia Paay, Nederlands zangeres
- 1949 - Nelly Sindayen, Filipijns journalist (overleden 2009)
- 1951 - Janis Ian, Amerikaans zangeres en songwriter
- 1951 - Mike Jones (Virgil), Amerikaans professioneel worstelaar (overleden 2024)
- 1951 - Hugo van Krieken, Nederlands radiopresentator (overleden 2009)
- 1952 - Barbro Holmberg, Zweeds politica en bestuurder
- 1953 - Karel Rottiers, Belgisch wielrenner (overleden 2024)
- 1954 - Patricia Belcher, Amerikaans actrice
- 1954 - Jackie Chan, Hongkongs-Chinees acteur
- 1955 - Akira Nishino, Japans voetballer en voetbaltrainer
- 1956 - Kees Prins, Nederlands acteur
- 1956 - Thomas van der Bijl, Nederlands timmerman en crimineel (overleden 2006)
- 1958 - Birgit Schrowange, Duits televisiepresentatrice
- 1959 - Cees Dekker, Nederlands natuurkundige
- 1959 - Jean-Marie Wampers, Belgisch wielrenner
- 1960 - Peter Blok, Nederlands acteur
- 1960 - Yvan Colonna, Frans politiek activist en moordenaar (overleden 2022)
- 1960 - James "Buster" Douglas, Amerikaans bokser
- 1960 - Selma Noort, Nederlands kinderboekenschrijfster en schilderes
- 1960 - Hans-Peter Zwicker, Zwitsers voetballer
- 1961 - Brigitte van der Burg, Nederlands politica
- 1961 - Troels Rasmussen, Deens voetballer
- 1961 - Igors Rausis, Lets schaker (overleden 2024)
- 1962 - Marcel de Graaff, Nederlands (euro)politicus (PVV; FvD)
- 1962 - Andy Hampsten, Amerikaans wielrenner
- 1963 - Bernard Lama, Frans-Guyaans voetbaldoelman
- 1964 - Russell Crowe, Nieuw-Zeelands acteur
- 1965 - Rozalie Hirs, Nederlands componist en dichter
- 1965 - Sylvain Luc, Frans jazzgitarist (overleden 2024)
- 1965 - Alexander Mronz, Duits tennisser
- 1966 - Michela Figini, Zwitsers alpineskiester
- 1966 - Koen De Sutter, Belgisch acteur
- 1967 - Alex Christensen, Duits diskjockey en producer
- 1967 - Bodo Illgner, Duits voetballer
- 1968 - Duncan Armstrong, Australisch zwemmer
- 1968 - Aleš Čeh, Sloveens voetballer en voetbalcoach
- 1970 - Leif Ove Andsnes, Noors pianist
- 1970 - Piet Norval, Zuid-Afrikaans tennisser
- 1971 - Paul Dogger, Nederlands tennisser
- 1971 - Victor Kraatz, Canadees kunstschaatser
- 1971 - Francky Vandendriessche, Belgisch voetballer
- 1973 - Joshua Chelanga, Keniaans atleet
- 1973 - Marco Delvecchio, Italiaans voetballer
- 1973 - Jeanine Hennis-Plasschaert, Nederlands politicus
- 1974 - Tygo Gernandt, Nederlands acteur
- 1978 - Martijn van Helvert, Nederlands politicus
- 1978 - Duncan James, Brits-Nederlands zanger
- 1981 - Stijn Stijnen, Belgisch voetballer
- 1982 - Franz Burgmeier, Liechtensteins voetballer
- 1982 - Marijana Jankovic, Montenegrijns-Deens actrice, scenarioschrijfster en regisseuse
- 1982 - Cynthia Reekmans, Belgisch model
- 1983 - Manuel Cardoso, Portugees wielrenner
- 1983 - Franck Ribéry, Frans voetballer
- 1984 - Özcan Akyol, Nederlands schrijver, columnist en televisiepresentator
- 1986 - Alexandre Aulas, Frans wielrenner
- 1986 - Christian Fuchs, Oostenrijks voetballer
- 1987 - Martín Cáceres, Uruguayaans voetballer
- 1987 - Kevin Gleason, Amerikaans autocoureur
- 1987 - Arjen van der Meulen, Nederlands zwemmer
- 1987 - Eelco Sintnicolaas, Nederlands atleet
- 1988 - Ed Speleers, Engels acteur
- 1988 - Bryon Wilson, Amerikaans freestyleskiër
- 1989 - Franco Di Santo, Argentijns voetballer
- 1989 - Sylwia Grzeszczak, Pools zangeres en pianiste
- 1989 - Danny Post, Nederlands voetballer
- 1989 - Teddy Riner, Frans judoka
- 1990 - Nickel Ashmeade, Jamaicaans atleet
- 1990 - Yoshimar Yotún, Peruviaans voetballer
- 1992 - Alexis Jordan, Amerikaans actrice en zangeres
- 1993 - Daniel Berger, Amerikaans golfer
- 1993 - Sietske Lenchant, Belgisch atlete
- 1993 - Faycal Rherras, Belgisch-Marokkaans voetballer
- 1994 - Andries Noppert, Nederlands doelman
- 1995 - Tiril Sjåstad Christiansen, Noors freestyleskiester
- 1996 - Laurie Blouin, Canadees snowboardster
- 1996 - Josh Cullen, Engels-Iers voetballer
- 1996 - Yann Ehrlacher, Frans autocoureur
- 1996 - Thomas Randle, Australisch autocoureur
- 1998 - Benthe König, Nederlands atlete
- 1999 - Danilo Pereira da Silva, Braziliaans voetballer
- 1999 - Conner Rayburn, Amerikaans acteur
- 2000 - Julia Kedhammar, Zweeds zangeres
- 2000 - Kaito Toba, Japans motorcoureur
- 2003 - Lennard Hartjes, Nederlands voetballer
- 2007 - Dechamaily Lont, Nederlands voetbalster
- 2007 - Gioia Parijs, Nederlands actrice en zangeres

## Overleden

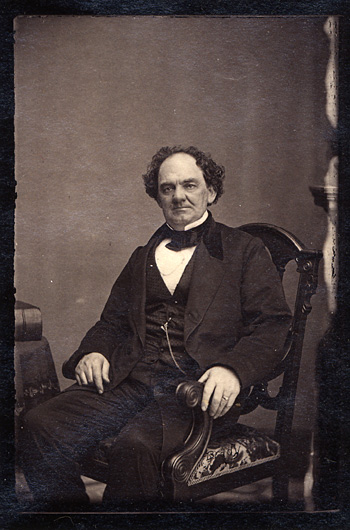
Phineas Taylor Barnum
overleden in 1891

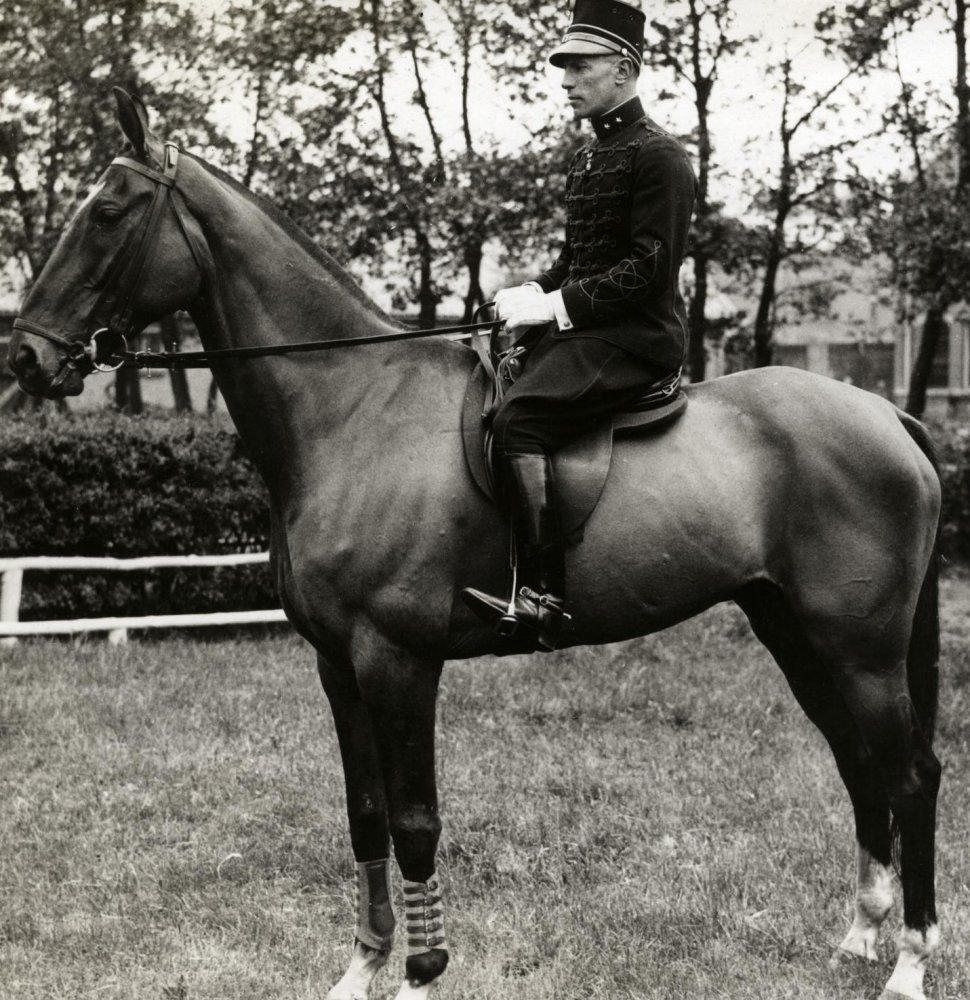
Charles Pahud de Mortanges
overleden in 1971

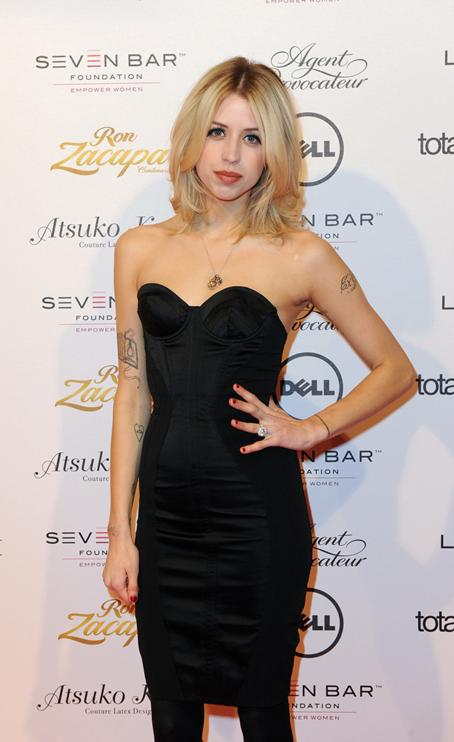
Peaches Geldof
overleden in 2014

- 1088 - Burchard II van Halberstadt (c. 60), Duitse bisschop
- 1498 - Karel VIII van Frankrijk (27), Frans koning
- 1508 - Engelbrecht van Nassau-Wiesbaden-Idstein (~60), Duits kanunnik
- 1614 - El Greco (72), Grieks kunstschilder
- 1625 - Adriaan van den Spiegel (47), Belgisch arts
- 1648 - Robert Roberthin (48), Duits dichter
- 1668 - William Davenant (62), Engels schrijver
- 1719 - Johannes Baptist de la Salle (67), Frans rooms-katholieke en heilig verklaarde geestelijke
- 1753 - Andreas Masius (58), Nederlands katholiek priester, diplomaat en rechtsgeleerde
- 1758 - Joachim Wilhelm von Brawe (20), Duits toneelschrijver
- 1783 - Ignaz Holzbauer (71), Oostenrijk componist
- 1789 - Abdül-Hamid I (64), 27e Sultan van het Osmaanse Rijk
- 1845 - Julie Clary (73), vrouw van Jozef Bonaparte
- 1849 - Josef Franz Karl Amrhyn (49), Zwitsers politicus
- 1852 - Cornelis Richard Anton van Bommel (62), Belgisch bisschop van Luik
- 1875 - Georg Herwegh (57), Duits dichter
- 1891 - P.T. Barnum (80), Amerikaans showman en circus-impresario
- 1900 - Frederic Edwin Church (73), Amerikaans landschapsschilder.
- 1901 - Achille Villa (82), Frans politicus en bankier
- 1921 - Karel Antonie Godin de Beaufort (71), Nederlands politicus
- 1933 - Karel Stefan van Oostenrijk (72), aartshertog van Oostenrijk
- 1947 - Henry Ford (83), Amerikaans autofabrikant
- 1958 - Asgar Karamat Ali (51), Surinaams politicus
- 1960 - Nicolas Kettel (34), Luxemburgs voetballer
- 1961 - Jesús Guridi (74), Spaans componist
- 1965 - Piet in 't Hout (86), Nederlands kunstschilder
- 1966 - Walt Hansgen (46), Amerikaans autocoureur
- 1968 - Jim Clark (32), Brits autocoureur
- 1969 - Rik Luyten (37), Belgisch wielrenner
- 1975 - Jan Boon (92), Nederlands kunstenaar
- 1975 - IJsbrand Hendrik de Zeeuw (52), Nederlands politicus en burgemeester
- 1977 - Siegfried Buback (57), Duits jurist
- 1982 - Brenda Benet (37), Amerikaans actrice
- 1982 - Stig Lindberg (65), Zweeds kunstenaar en industrieel ontwerper
- 1985 - Carl Schmitt (96), Duits filosoof en rechtsgeleerde
- 1986 - Leonid Kantorovitsj (74), Russisch econoom
- 1986 - Michael Warriner (77), Brits roeier
- 1990 - Ronald Evans (56), Amerikaans astronaut
- 1993 - Max Croiset (80), Nederlands acteur en regisseur
- 1994 - Evert Hartman (56), Nederlands schrijver
- 1998 - Jos De Saeger (86), Belgisch politicus
- 1999 - Hans van Wissen (52), Nederlands journalist
- 2000 - Moacir Barbosa Nascimento (79), Braziliaans voetballer
- 2000 - Heinz Burt (57), Brits basgitarist (The Tornados) en zanger
- 2001 - David Graf (50), Amerikaans acteur
- 2001 - Beatrice Straight (86), Amerikaans actrice
- 2002 - Georges Van Coningsloo (61), Belgisch wielrenner
- 2002 - Conny Vandenbos (65), Nederlands zangeres
- 2004 - Helderheid (25), Nederlands rapper
- 2005 - Cliff Allison (73), Brits autocoureur
- 2005 - Givi Nodia (57), Sovjet-Georgisch voetballer
- 2005 - Roek Williams (Roek Willemze) (61), Nederlands zanger
- 2006 - Helen Barbara Kruger (92), Amerikaans modeontwerpster
- 2007 - Marià Gonzalvo (85), Spaans voetballer
- 2007 - Johnny Hart (76), Amerikaans striptekenaar
- 2007 - Brian Miller (70), Engels voetballer
- 2007 - Barry Nelson (89), Amerikaans filmacteur
- 2008 - Hajé Schartman (71), Nederlands winkelier en politicus
- 2011 - Bruce Cowan (85), Australisch politicus
- 2011 - Hugh FitzRoy (92), Brits hertog
- 2011 - Hedzer Rijpstra (91), Nederlands burgemeester en commissaris van de Koningin in Friesland
- 2012 - Ignace Moussa I Daoud (81), Syrisch-katholiek patriarch en kardinaal
- 2012 - Mike Wallace (93), Amerikaans journalist, televisiepresentator en mediapersoonlijkheid
- 2013 - Les Blank (77), Amerikaans documentairemaker
- 2013 - William Esposo (64), Filipijns journalist en columnist
- 2013 - Johannes Jäcker (80), Duits voetbaldoelman
- 2013 - Andy Johns (61), Amerikaans muziekproducent
- 2013 - Neil Smith (59), Australisch basgitarist
- 2014 - Peaches Geldof (25), Brits televisiepresentatrice, journaliste en model
- 2014 - Frans van der Lugt (75), Nederlands geestelijke
- 2014 - Hans Reeringh (72), Nederlands politicus
- 2014 - Josep Maria Subirachs (87), Spaans schilder en beeldhouwer
- 2014 - Emilio Yap (88), Filipijns zakenman, bankier, mediamagnaat en filantroop
- 2015 - Geoffrey Lewis (79), Amerikaans acteur en regisseur
- 2016 - Theodore van Houten (63), Nederlands schrijver
- 2016 - Blackjack Mulligan (73), Amerikaans professioneel worstelaar en American-footballspeler
- 2017 - Tim Pigott-Smith (70), Brits acteur
- 2018 - Peter Grünberg (78), Duits natuurkundige en Nobelprijswinnaar
- 2019 - Seymour Cassel (84), Amerikaans acteur
- 2019 - Cees Kick (82), Nederlands voetballer en voetbaltrainer
- 2020 - Betty Bennett (98), Amerikaans jazzzangeres
- 2020 - Roger Chappot (79), Zwitsers ijshockeyer
- 2020 - Allen Garfield (80), Amerikaans acteur
- 2020 - Thomas Mensah (87), Ghanees rechtsgeleerde en hoogleraar
- 2020 - John Prine (73), Amerikaans folk- en country-singer-songwriter en gitarist
- 2020 - Jan Reijnen (93), Nederlands politicus en bestuurder
- 2020 - Harry Wouters van den Oudenweijer (86), Nederlands springruiter
- 2021 - Wayne Peterson (93), Amerikaans jazzpianist, -componist en hoogleraar
- 2022 - Fujiko A. Fujio (Motoo Abiko) (88), Japans mangakunstenaar
- 2023 - Ian Bairnson (69), Brits muzikant
- 2023 - Philippe Bouvatier (58), Frans wielrenner
- 2023 - Benjamin Ferencz (103), Transylvaans-Amerikaans internationaal jurist
- 2023 - Elisabeth Kopp (86), Zwitsers politica
- 2023 - Cock Luyten (86), Nederlands voetballer
- 2024 - Marcel Boisard (84), Zwitsers diplomaat
- 2024 - Pat Hennen (70), Amerikaans motorcoureur
- 2024 - Clarence 'Frogman' Henry (87), Amerikaans zanger
- 2024 - Joe Kinnear (77), Iers voetballer en voetbaltrainer
- 2025 - Keith Bakker (64), Amerikaans-Nederlands verslavingsdeskundige en zedendelinquent
- 2025 - Edward Belfort (59), Surinaams politicus en televisiepresentator
- 2025 - Otto Deden (99), Nederlands componist, muziekpedagoog, dirigent, docent en organist
- 2025 - Raghbir Lal (95), Indiaas hockeyer

## Viering/herdenking

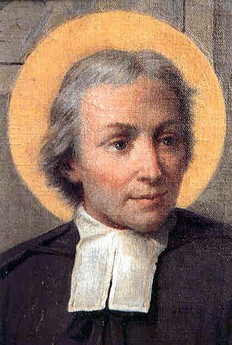
H. Johannes Baptist de la Salle

- In het Romeinse Rijk viert men de Megalensia ter ere van Cybele. Het feest duurt van 4 april tot 10 april
- Pasen in 1602, 1613, 1624, 1697, 1765, 1776, 1822, 1833, 1844, 1901, 1912, 1985, 1996, 2075.
- In 1948 is 7 april aangewezen als de jaarlijkse Wereldgezondheidsdag en wordt door 191 leden van de Wereldgezondheidsorganisatie gevierd om belangrijke onderwerpen over algemene gezondheid van wereldwijd belang te benadrukken.
- België - herdenking van gesneuvelden bij vredesoperaties (naar aanleiding van de genocide in Rwanda in 1994)
- Rooms-katholieke kalender:
  - Heilige Johannes Baptist de la Salle († 1719) - Gedachtenis
  - Heilige Herman-Jozef (van Steinfeld) († 1241)
  - Heilige Brenach (van Wales) († c. 6e eeuw)
  - Heilige Aibert (van Crespin) († 1140)
  - Heilige Hegesippus († c. 180)
  - Zalige Ralph Ashley († 1606)
  - Zalige Maria Assunta Pallotta († 1905)

## Weerextremen

### Nederland
| | Officiële records | Officiële records | Officiële records |      | Landelijke records       | Landelijke records | Landelijke records |
| Gebeurtenis | Jaar              | Extreem           | Locatie           | Jaar | Extreem                  | Locatie            | |
| --- | ----------------- | ----------------- | ----------------- | ---- | ------------------------ | ------------------ | --- |
| Laagste etmaalgemiddelde temperatuur (°C) | 1905              | 0,3               | De Bilt           |      | 1911                     | 0,1                | Maastricht |
| Hoogste etmaalgemiddelde temperatuur (°C) | 2024              | 16,8              | De Bilt           |      | 2024                     | 17,3               | Eindhoven |
| Laagste minimumtemperatuur (°C) | 1922              | −5,0              | De Bilt           |      | 2013                     | −6,2               | Woensdrecht |
| Hoogste minimumtemperatuur (°C) | 2024              | 12,8              | De Bilt           |      | 2024                     | 13,8               | Westdorpe |
| Laagste maximumtemperatuur (°C) | 1905              | 3,6               | De Bilt           |      | 1905                     | 3,6                | De Bilt |
| Hoogste maximumtemperatuur (°C) | 2018              | 21,6              | De Bilt           |      | 2018                     | 24,3               | Arcen |
| Hoogste uurgemiddelde windsnelheid (m/s) | 1943              | 20,1              | De Bilt           |      | 1943                     | 28,3               | De Kooy |
| Hoogste windstoot (m/s) | 2022              | 24,0              | De Bilt           |      | 2005                     | 51,0               | Huibertgat |
| Langste zonneschijnduur (uur) | 2002              | 12,5              | De Bilt           |      | 1997 2000 2002 2003 2008 | 12,5               | Arcen, Cabauw, Gilze-Rijen, Herwijnen, Hoek van Holland, Hoogeveen, Hupsel, Rotterdam, Schiphol, Twenthe, Wilhelminadorp Vlissingen, Wilhelminadorp Cabauw, De Bilt, Gilze-Rijen, Heino, Hupsel, Twenthe, Valkenburg ZH, Vlissingen, Westdorpe, Wilhelminadorp Gilze-Rijen Nieuw Beerta |
| Langste neerslagduur (uur) | 1962              | 10,9              | De Bilt           |      | 1965                     | 13,2               | De Kooy |
| Hoogste etmaalsom van de neerslag (mm) | 1927              | 22,6              | De Bilt           |      | 1998                     | 27,2               | Arcen |
| Laagste etmaalgemiddelde relatieve vochtigheid (%) | 1909              | 34                | De Bilt           |      | 1909                     | 34                 | De Bilt |
| Laagste uurwaarde luchtdruk op zeeniveau (hPa) | 2022              | 981,5             | De Bilt           |      | 2022                     | 976,3              | Hoorn Terschelling |
| Hoogste uurwaarde luchtdruk op zeeniveau (hPa) | 1945              | 1037,6            | De Bilt           |      | 2015                     | 1038,3             | Maastricht |
| Officiële records worden altijd gemeten op het KNMI-weerstation in De Bilt. Landelijke records kunnen worden gemeten op elk officieel KNMI-weerstation in Nederland. |                   |                   |                   |      |                          |                    | |

Uitzonderlijke gebeurtenissen
- 1919 - Eerste officiële zachte dag van het jaar (maximumtemperatuur ≥ 15 °C in De Bilt)
- 1942 - Eerste officiële zachte dag van het jaar (maximumtemperatuur ≥ 15 °C in De Bilt)
- 1943 - Officieel maandrecord hoogste uurgemiddelde windsnelheid in m/s van april gemeten in De Bilt: 20,1
- 1966 - Eerste officiële zachte dag van het jaar (maximumtemperatuur ≥ 15 °C in De Bilt)
- 1969 - Eerste officiële warme dag van het jaar (maximumtemperatuur ≥ 20 °C in De Bilt)
- 1969 - Eerste landelijke warme dag van het jaar gemeten in De Bilt, Deelen, Eelde, Eindhoven, Gilze-Rijen, Leeuwarden, Maastricht, Rotterdam, Soesterberg, Twenthe, Valkenburg ZH en Volkel (maximumtemperatuur ≥ 20 °C op een officieel weerstation)
- 1988 - Eerste officiële zachte dag van het jaar (maximumtemperatuur ≥ 15 °C in De Bilt)
- 2005 - Landelijk maandrecord hoogste windstoot in m/s van april gemeten in Huibertgat: 51,0
- 2018 - Eerste officiële warme dag van het jaar (maximumtemperatuur ≥ 20 °C in De Bilt)
- 2019 - Eerste officiële warme dag van het jaar (maximumtemperatuur ≥ 20 °C in De Bilt)
- 2024 - Landelijk hoogste minimumtemperatuur in °C van april dit jaar gemeten in Westdorpe: 13,8 (voorlopig)
- 2024 - Officieel laagste etmaalgemiddelde relatieve vochtigheid in % van april dit jaar gemeten in De Bilt: 62 (voorlopig)

### België
Dagrecords
- 1837 - Laagste etmaalgemiddelde temperatuur 0,8 °C
- 1960 - Hoogste etmaalgemiddelde temperatuur 16,4 °C
- 1911 - Laagste minimumtemperatuur −4,1 °C
- 1894 - Hoogste maximumtemperatuur 22,4 °C
- 1998 - Hoogste etmaalsom van de neerslag 20,3 mm

Uitzonderlijke gebeurtenissen
- 1927 - Tornado trekt over het centrum van Nimy (Bergen) en veroorzaakt er ernstige schade.
- 1935 - 35 cm sneeuw in Drossart (Baelen).
- 1967 - 30 cm sneeuw in de Hoge Venen.
- 1970 - In Botrange (Waimes) ligt er nog 30 cm sneeuw.
- 1972 - Hagelbuien veroorzaken veel schade aan tuinbouwbedrijven op verschillende plaatsen in het land.

<< · 1 · 2 · 3 · 4 · 5 · 6 · 7 · 8 · 9 · 10 · 11 · 12 · 13 · 14 · 15 · 16 · 17 · 18 · 19 · 20 · 21 · 22 · 23 · 24 · 25 · 26 · 27 · 28 · 29 · 30 · >>